# Johann Andreas Goll
Johann Andreas Goll (* 21. Oktober 1751 in Weilheim an der Teck; † 2. Mai 1823 ebenda) war ein deutscher Orgelbauer und Begründer der in Kirchheim unter Teck und Bissingen an der Teck ansässigen Orgelbauerdynastie Goll.
Von etwa 1780 bis 1810 war Goll in Weilheim an der Teck ansässig, wo in der Peterskirche seine bedeutendste Orgel mit 23 Registern aus dem Jahr 1795 erhalten ist. Eine weitere Orgel baute er 1786 für die Winterkirche des Klosters Maulbronn, die sich seit 1893 in der Evangelischen Kirche in Rechenberg bei Crailsheim befindet.
Johann Andreas Goll war Stammvater der späteren Orgelbaufirma Goll, die um 1910 erlosch. Sein Sohn Ludwig Friedrich Goll (1785–1853) wirkte ebenfalls als Orgelbauer. Sein bedeutendster Schüler war Johann Viktor Gruol (der Ältere).